# 滁州路 (合肥)
滁州路，安徽省合肥市的一条南北向支路，得名自滁州市，原称坝上街。道路北起胜利路，经寿春东路、长江东路、长江东大街后，至芜湖路正接滨河路。沿路有合肥市滁州路小学、合肥市工人文化宫大厦、合肥市老年职工大学等。